# فرانك لوثر
فرانك لوثر (بالإنجليزية: Frank Luther)‏ هو كاتب أغاني وموسيقي ومغني أمريكي، ولد في 4 أغسطس 1899 في بيكرسفيلد في الولايات المتحدة، وتوفي في 16 نوفمبر 1980 في نيويورك في الولايات المتحدة.

## وصلات خارجية
- فرانك لوثر على موقع IMDb (الإنجليزية)
- فرانك لوثر على موقع ميوزك برينز (الإنجليزية)
- فرانك لوثر على موقع ميوزك برينز (الإنجليزية)
- فرانك لوثر على موقع أول ميوزيك (الإنجليزية)
- فرانك لوثر على موقع ديسكوغز (الإنجليزية)
- فرانك لوثر على موقع ديسكوغز (الإنجليزية)
- فرانك لوثر على موقع قاعدة بيانات الفيلم (الإنجليزية)